# Saint-Paul-Mont-Penit
Saint-Paul-Mont-Penit é uma comuna francesa na região administrativa da Pays de la Loire, no departamento de Vendéia. Estende-se por uma área de 16,58 km². Em 2010 a comuna tinha 822 habitantes (densidade: 49,6 hab./km²).